# Suspenso político
Un thriller político o suspenso (o suspense) político es una producción de suspenso que tiene un trasfondo de una lucha por el poder político, donde hay mucho en juego y el suspenso es el núcleo de la historia. El género a menudo obliga a las audiencias a considerar y comprender la importancia de la política. Lo que está en juego en estas historias es inmenso, y el destino de un país suele estar en manos de un solo individuo. La corrupción política, el crimen organizado, el terrorismo y la guerra son temas comunes.
Los thrillers políticos pueden basarse en hechos como el asesinato de John F. Kennedy o el escándalo Watergate. Hay una fuerte superposición con el thriller de conspiraciones.

## Literatura
Antes de 1950, había novelas de espionaje con elementos políticos.
Sin embargo, se pueden encontrar algunos ejemplos anteriores en las novelas históricas de Alexandre Dumas (particularmente sus novelas Los tres mosqueteros, que a menudo involucran conspiraciones políticas), así como en obras literarias como la novela de Joseph Conrad El agente secreto.
El thriller político real cobró vida en los primeros días de la Guerra Fría. El americano tranquilo (1955) de Graham Greene habla sobre la participación estadounidense en Vietnam durante la primera guerra de Indochina. The Manchurian Candidate (1962), de Richard Condon, se desarrolla después de la guerra de Corea y los días del macartismo. En El día del chacal, de Frederick Forsyth, hay que evitar un asalto a Charles de Gaulle.
Otros autores de thrillers políticos incluyen a Jeffrey Archer y Daniel Silva. En la literatura bengalí, Aat Kuthuri Noy Dorja de Samaresh Majumdar (বাংলা: আট কুঠুরি নয় দরজা, que significa: ocho habitaciones y nueve puertas) es un ejemplo. Un thriller político reciente que sucede en el contexto de Bihar y la política india es Nadie le gusta un forastero de Fawaz Jaleel.

## Cine
Varias películas de Alfred Hitchcock ya contienen elementos del thriller político. En El hombre que sabía demasiado hay que prevenir un asalto político. En 1962, John Frankenheimer hizo una adaptación cinematográfica de The Manchurian Candidate.
Los últimos años de la década de 1960 y 1970 vieron el surgimiento de novelas de suspenso político que reflejaban activamente el telón de fondo de las eras de Vietnam y el escándalo de Watergate en la historia política y militar de los Estados Unidos, la convergencia de los políticos y los servicios secretos en connivencia para crear un llamado estado profundo centrado en neutralizar la voluntad del pueblo y eliminar activamente la disensión. Películas como Todos los hombres del presidente (basada en el escándalo de Watergate), The Parallax View, cuya escena de apertura se basa activamente en las teorías de conspiración que rodean el asesinato de Robert F. Kennedy, La conversación y Three Days Of The Condor, tomaron política y conspiración. thrillers a nuevas alturas de paranoia, complejidad narrativa y realismo.
Otros ejemplos de thrillers políticos son Siete días de mayo, Z, V for Vendetta, Romero, JFK, City Hall, Blow Out, Air Force One, Snowden y The Post. Varias películas de suspenso político posteriores al 11/S se refieren a los ataques del 11 de septiembre o al terrorismo en general.

## Televisión
La serie de televisión Scandal de Shonda Rhimes contiene muchos elementos de un thriller político en un formato cronológico.
La serie dramática británica de 1990 House of Cards, luego adaptada para Netflix en 2013, es un thriller político ambientado después del final del mandato de Margaret Thatcher como primera ministra del Reino Unido, con el protagonista Francis Urquhart, el jefe del grupo parlamentario (chief whip) del Partido Conservador, que intenta ascender a primer ministro. La adaptación posterior de Netflix se desarrolla en los Estados Unidos y detalla las maquinaciones del congresista Francis Underwood para convertirse en presidente electo.
La antigua serie de ABC y ahora de Netflix Designated Survivor describe la lucha por el poder político que sigue como resultado de un ataque terrorista que destruye el Capitolio de los Estados Unidos durante el Estado de la Unión, asesinando al presidente y todos menos uno de su línea de sucesión.
Okkupert de 2015 se convirtió rápidamente en la serie de televisión más cara producida en Noruega, y muestra a Rusia y la Unión Europea cooperando para que Noruega restablezca su producción de gas y petróleo. La serie tuvo un presupuesto de más de 90 millones de coronas noruegas (3,8 millones de libras esterlinas). Primero se transmitió en TV2 en Noruega y luego en Sky Arts en el Reino Unido. Más tarde se agregó a Netflix en todo el mundo.
El 2017 ABS-CBN 's Revenge Crime-Political Suspense Epic Wildflower cuenta que una mujer llamada Ivy Aguas/Lily Cruz (Maja Salvador) planea su venganza por la pérdida de su familia y está dispuesta a determinar destronar al explotador y opresor Ardiente Político Dinastía.
Tom Clancy's Jack Ryan es una serie de televisión de transmisión de suspenso político de acción estadounidense, basada en personajes del "Ryanverse" ficticio creado por Tom Clancy, que se estrenó el 31 de agosto de 2018 en Amazon Video.
En 2018, el thriller político británico Bodyguard rápidamente alcanzó popularidad en todo el Reino Unido, logrando las cifras de audiencia más altas de la BBC desde 2008. La serie muestra a PS David Budd, un veterano de guerra del ejército británico que sufre de PTSD . Trabaja para la Policía Metropolitana dentro de su Rama de Protección de Especialistas y Realeza. Está asignado a proteger a la ambiciosa ministra del Interior, Julia Montague, cuya política representa todo lo que desprecia. Fue estrenado en Netflix en todo el mundo el 24 de octubre de 2018.

## Teatro
Un dramaturgo que ha abrazado el género es Gary Mitchell, quien en la década de 2000 se convirtió en "una de las voces más comentadas en el teatro europeo... cuyos thrillers políticos posiblemente lo han convertido en el mejor dramaturgo de Irlanda del Norte".